# Nadia de Santiago
Nadia de Santiago Capell (ur. 3 stycznia 1990) – hiszpańska aktorka.

## Życiorys
Zaczęła karierę aktorską już w dzieciństwie, grając między innymi w filmach Clara y Elena, La soledad era esto i El florido pensil. Występowała również w programach dla dzieci Aquatrix i El Submarino Azul.
W 2002 roku dostała swoją pierwszą poważną rolę w serialu Javier ya no vive solo. Była również częścią obsady seriali Ana y los siete, Al filo de la ley i Cambio de Clase. Ponadto występowała w rolach epizodycznych w serialach, takich jak Paco i jego ludzie, Hospital Central i El comisario.
Zagrała w filmach takich jak Kapitan Alatriste i 13 róż, za który otrzymała nominację do między innymi nagrody Goya.
W 2009 roku dołączyła do obsady serialu 90-60-90, diario secreto de una adolescente, w którym zagrała Luz. W tym samym roku zagrała również w pierwszym sezonie La señora. W 2010 roku dołączył do obsady szóstego sezonu serialu Amar en tiempos revueltos.
W 2011 roku miał premierę thriller Punta Escarlata i jeszcze w tym samym roku zagrała młodą grecką księżniczkę Sofię w miniserialu Sofia. W 2013 roku wzięła udział w miniserialu Niños Robados.
Zagrała również w kilku filmach, takich jak Ali, Gniazdo ryjówek oraz Stop over in hell. W roku 2016 wystąpiła jako epizodyczna postać w hiszpańskich serialach telewizyjnych El Ministerio del Tiempo i El Caso. Crónica de sucesos.
W latach 2017–2020 odgrywała jedną z głównych ról w serialu Netflixa Telefonstki.

## Filmografia

### Seriale
| Rok       | Tytuł                                       | Rola                                 |
| --------- | ------------------------------------------- | ------------------------------------ |
| 2002–2006 | Hospital Central                            | Vanesa/Almudena                      |
| 2002–2003 | Javier ya no vive solo                      | Raquel                               |
| 2003      | Paraíso                                     | Carmen                               |
| 2004      | Ana y los siete                             | Andrea Hidalgo                       |
| 2004–2006 | El comisario                                | Berta/Raquel                         |
| 2005      | Al filo de la ley                           | Carla                                |
| 2005      | Rodzina Serrano                             | Sandra                               |
| 2005–2006 | Paco i jego ludzie                          | Kira                                 |
| 2006–2009 | Cambio de clase                             | Mafalda „Mafi”                       |
| 2007      | Odliczanie                                  | Bea                                  |
| 2009      | 90-60-90, diario secreto de una adolescente | Luz Varela                           |
| 2009      | La Señora                                   | Carmelita                            |
| 2010–2012 | Amar en tiempos revueltos                   | Asunción „Asun” Muñoz                |
| 2011      | Sofía                                       | Princesa Sofía de Grecia y Dinamarca |
| 2011      | Punta Escarlata                             | Lucía Castro                         |
| 2013      | Niños robados                               | Conchita                             |
| 2013      | Mirabilis                                   | Web series                           |
| 2013–2015 | Amar es para siempre                        | Asunción „Asun” Muñoz                |
| 2016      | El Ministerio del Tiempo                    | Rosa del Amo                         |
| 2016      | El Caso: Crónica de sucesos                 | Amelia Coso                          |
| 2017–2020 | Telefonistki                                | María Inmaculada „Marga” Suárez      |

### Programy telewizyjne
| Rok  | Program           |
| ---- | ----------------- |
| 1999 | Aquatrix          |
| 2000 | El Submarino Azul |

### Filmy
| Rok  | Tytuł                           | Rola                 |
| ---- | ------------------------------- | -------------------- |
| 2001 | Clara y Elena                   | Elena jako dziecko   |
| 2002 | Esta noche, no                  | Nina                 |
| 2002 | La soledad era esto             | Elena                |
| 2002 | El florido pensil               | Dziecko z konkursu   |
| 2005 | Otros días vendrán              | Vega                 |
| 2005 | Vida y color                    | Sara                 |
| 2006 | La hora fría                    | Ana                  |
| 2006 | Kapitan Alatriste               | Nastoletnia Angelica |
| 2007 | 13 róż                          | Carmen               |
| 2009 | Kobieta bez fortepianu          | Klientka             |
| 2012 | Ali                             | Ali                  |
| 2014 | Gniazdo ryjówek                 | Dziewczyna           |
| 2016 | Stop Over in Hell               | Rose                 |
| 2019 | El increíble finde menguante    | Sira                 |
| 2019 | 522. Kot, Chinczyk i mój ojciec |                      |

### Filmy krótkometrażowe
| Rok  | Tytuł                     | Rola    |
| ---- | ------------------------- | ------- |
| 2002 | Recuerdos de mamá         | Elenita |
| 2007 | Test                      | –       |
| 2010 | Mi otra mitad             | Andrea  |
| 2013 | La sorpresa de Aquinara   | Nadia   |
| 2014 | La cañada de los ingleses | Sirena  |
| 2016 | Camada                    | Irene   |
| 2016 | Postales                  | Chicas  |
| 2017 | Dos segundos de silencio  | Isabel  |
| 2017 | Orgullo nacional          | Manuela |
| 2018 | 4'9                       |         |
| 2019 | Gladiatores               | Ella    |

### Teatr
| Rok  | Tytuł              | Director           |
| ---- | ------------------ | ------------------ |
| 2014 | Cuatro confesiones | Bárbara Santa-Cruz |
| 2015 | La novia de papá   | Joe O’Curneen      |